# 바도비체

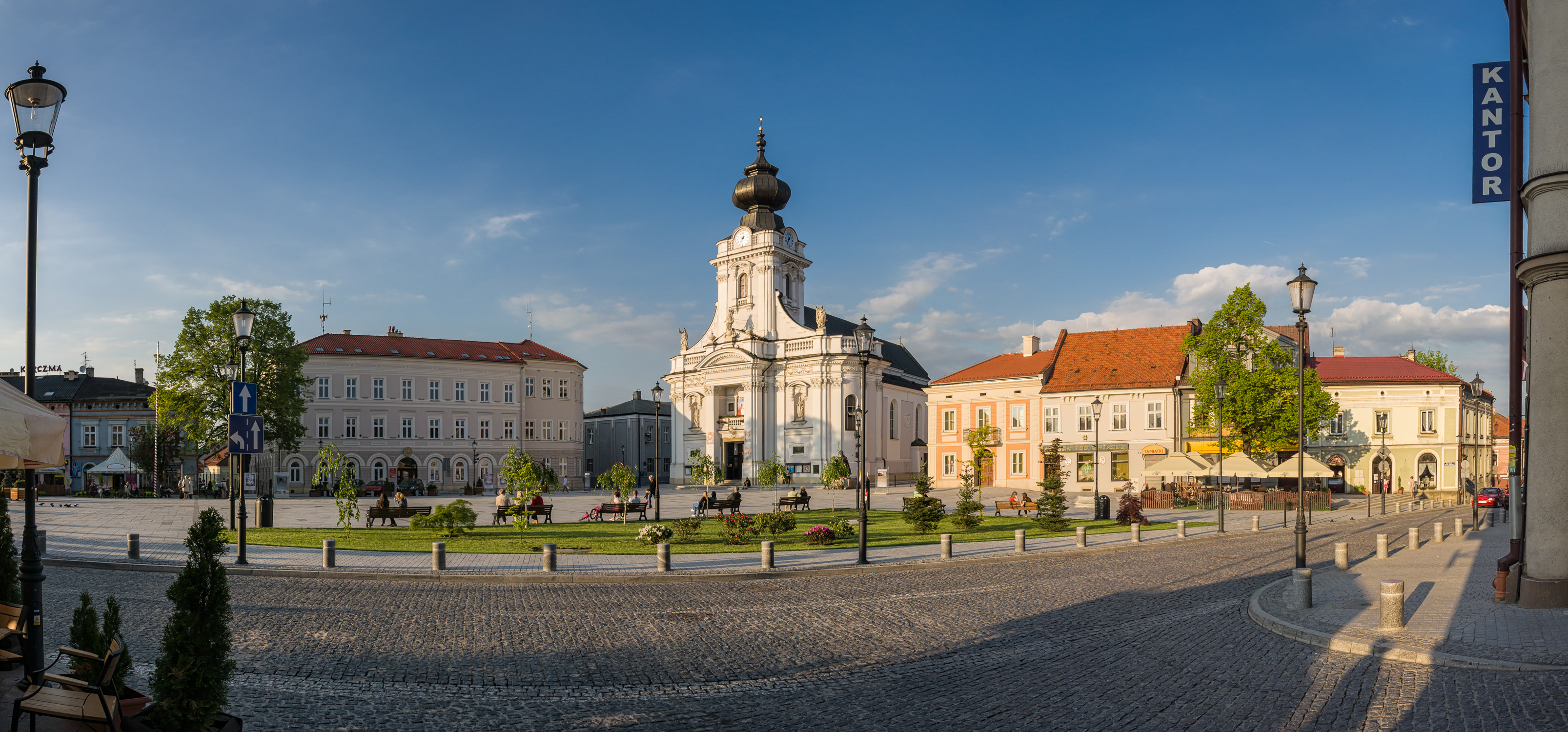

바도비체(폴란드어: Wadowice, 독일어: Wadowitz)는 마워폴스카 주 서부에 있는 마을이다.
카롤 유제프 보이티와(교황 요한 바오로 2세)의 출생지(1920년)이다. 당시 바도비체에서 주민 5명 중 1명꼴이 유대인이었으나, 이 지역에는 편견이 존재하지 않아 카롤은 그들은 동등하게 대해주는 의식을 가졌다고 한다.